# Focus (album de KeBlack)
Pour les articles homonymes, voir Focus.
Albums de KeBlack
Contrôle
(2021)
Singles
1. Laisse-moi
Sortie : 8 septembre 2023
2. Aucune attache
Sortie : 2 février 2024
3. Boucan (feat. Franglish)
Sortie : 25 avril 2024
4. Bababa
Sortie : 27 septembre 2024
5. Mood
Sortie : 27 février 2025

Focus est le quatrième album studio du chanteur et rappeur KeBlack sorti le 22 novembre 2024.
Une réédition de l'album est sortie le 4 avril 2025 sous le nom de Focus mentalité.

## Liste des pistes
| Focus (édition standard) | Focus (édition standard)               | Focus (édition standard)                 | Focus (édition standard) | Focus (édition standard) | Focus (édition standard) | Focus (édition standard) | Focus (édition standard) | Focus (édition standard) | Focus (édition standard) |
| No                       | Titre                                  | Producteur(s)                            | Durée                    |                          |                          |                          |                          |                          |                          |
| ------------------------ | -------------------------------------- | ---------------------------------------- | ------------------------ | ------------------------ | ------------------------ | ------------------------ | ------------------------ | ------------------------ | ------------------------ |
| 1.                       | Focus                                  | SHABZBEATZ                               | 1:58                     |                          |                          |                          |                          |                          |                          |
| 2.                       | Bête                                   | Max & Seny                               | 2:31                     |                          |                          |                          |                          |                          |                          |
| 3.                       | Avec                                   | Kupala                                   | 1:27                     |                          |                          |                          |                          |                          |                          |
| 4.                       | Boulot (feat. SDM)                     | Wladukes, SHABZBEATZ                     | 2:28                     |                          |                          |                          |                          |                          |                          |
| 5.                       | Bababa                                 | Max & Seny                               | 2:29                     |                          |                          |                          |                          |                          |                          |
| 6.                       | Charisme (feat. Soolking)              | Max & Seny                               | 2:45                     |                          |                          |                          |                          |                          |                          |
| 7.                       | Ne m'appelle pas                       | TSB                                      | 2:59                     |                          |                          |                          |                          |                          |                          |
| 8.                       | Zizanie (feat. Naza)                   | DJ Wiils, MK10                           | 2:53                     |                          |                          |                          |                          |                          |                          |
| 9.                       | Neymar                                 | Djazzi, Hamnezy, Latimer, Willys Balende | 2:32                     |                          |                          |                          |                          |                          |                          |
| 10.                      | Ekoti (feat. MHD)                      | Max & Seny                               | 2:40                     |                          |                          |                          |                          |                          |                          |
| 11.                      | Parle en sah                           | Michaël Brun                             | 2:41                     |                          |                          |                          |                          |                          |                          |
| 12.                      | À la vie à la mort (feat. Fally Ipupa) | Bramsito, Dany Synthé                    | 2:49                     |                          |                          |                          |                          |                          |                          |
| 13.                      | KeBlack 2.4.3                          | SHABZBEATZ, Wladukes                     | 2:53                     |                          |                          |                          |                          |                          |                          |
| 14.                      | Il était une fois                      | Jester Beats, Sonzi                      | 2:33                     |                          |                          |                          |                          |                          |                          |
| 15.                      | Zekeze (feat. Rsko)                    | Aloïs Zandry, Vladimir Boudnikoff, Lasso | 2:13                     |                          |                          |                          |                          |                          |                          |
| 16.                      | Laisse-moi                             | Max & Seny                               | 2:48                     |                          |                          |                          |                          |                          |                          |
| 17.                      | Aucune attache                         | Max & Seny                               | 2:41                     |                          |                          |                          |                          |                          |                          |
| 18.                      | Boucan (feat. Franglish)               | Max & Seny                               | 2:51                     |                          |                          |                          |                          |                          |                          |
| 46:11                    |                                        |                                          |                          |                          |                          |                          |                          |                          |                          |

| Focus mentalité (réédition) | Focus mentalité (réédition)      | Focus mentalité (réédition)        | Focus mentalité (réédition) | Focus mentalité (réédition) | Focus mentalité (réédition) | Focus mentalité (réédition) | Focus mentalité (réédition) | Focus mentalité (réédition) | Focus mentalité (réédition) |
| No                          | Titre                            | Producteur(s)                      | Durée                       |                             |                             |                             |                             |                             |                             |
| --------------------------- | -------------------------------- | ---------------------------------- | --------------------------- | --------------------------- | --------------------------- | --------------------------- | --------------------------- | --------------------------- | --------------------------- |
| 19.                         | Mood                             | Sam Heaven, Carpotxa, Mazulu       | 2:51                        |                             |                             |                             |                             |                             |                             |
| 20.                         | Melrose Place (feat. Guy2Bezbar) | Djazzi, Junior Alaprod, Max & Seny | 2:36                        |                             |                             |                             |                             |                             |                             |
| 21.                         | Ying & Yang                      | Sam Heaven, SHABZBEATZ             | 2:44                        |                             |                             |                             |                             |                             |                             |
| 8:11                        |                                  |                                    |                             |                             |                             |                             |                             |                             |                             |

## Clips vidéo
- Laisse-moi : 8 septembre 2023[1]
- Aucune attache : 2 février 2024[2]
- Boucan (feat. Franglish) : 25 avril 2024[3]
- Bababa : 27 septembre 2024[4]
- Boulot (feat. SDM) : 22 novembre 2024[5]
- Mood : 27 février 2025[6]
- Melrose Place (feat. Guy2Bezbar) : 7 avril 2025[7]

## Titres certifiés en France
- Laisse-moi  Diamant[8]
- Aucune attache  Diamant[9]
- Boucan (feat. Franglish)  Diamant[10]
- Boulot (feat. SDM)  Or[11]
- Mood  Diamant[12]
- Melrose Place (feat. Guy2Bezbar)  Diamant[13]

## Certifications et classements

### Classements
| Classement (2024)            | Meilleure position |
| ---------------------------- | ------------------ |
| Belgique (Wallonie Ultratop) | 5                  |
| France (SNEP)                | 3                  |
| Suisse (Schweizer Hitparade) | 23                 |

### Certifications et ventes
| Région        | Certification | Ventes/Streams |
| ------------- | ------------- | -------------- |
| France (SNEP) | Platine       | 100 000        |